# Luca Scinto
Luca Scinto (né le 28 janvier 1968 à Fucecchio, dans la province de Florence en Toscane) est un ancien coureur cycliste italien. Il est actuellement directeur sportif de l'équipe Wilier Triestina-Selle Italia.

## Biographie
Professionnel de 1994 à 2002, Luca Scinto a remporté la deuxième édition du Tour de Langkawi en 1997. Principalement employé comme coéquipier durant sa carrière, il a participé à cinq championnats du monde, dont quatre professionnels. Il a notamment aidé Mario Cipollini à acquérir le titre de champion du monde sur route en 2002 à Zolder. Il a mis fin à sa carrière à la fin de l'année 2002.
En 2008, il devient directeur sportif de l'équipe Danieli Cycling Team, puis de l'équipe ISD. Fin 2014, son contrat n'est pas reconduit au sein de l'équipe devenue entre-temps Yellow Fluo puis Neri Sottoli. Par la suite, il s'occupe de l'équipe junior créée en mémoire de Franco Ballerini et sponsorisée par Neri Sottoli.

## Palmarès

### Palmarès amateur
- 1988
  - Circuit de Cesa
- 1989
  - Grand Prix de la ville de Vinci
  - 2e du Giro del Casentino
- 1990
  - Giro delle Valli Aretine
- 1992
  - Gran Premio La Torre
  - Florence-Viareggio
- 1993
  - Gran Premio Industria e Commercio Artigianato Carnaghese
  - Trophée Matteotti amateurs
  - Trophée Alvaro Bacci
  - Trophée Serafino Biagioni
  - 2e de la Coppa Giulio Burci
  - 3e du Grand Prix Industrie del Marmo

### Palmarès professionnel
- 1994
  - 2e du Grand Prix Pino Cerami
  - 2e de Florence-Pistoia
- 1995
  - 1rea étape du Tour méditerranéen (contre-la-montre par équipes)
  - Tour de Berne
  - 4e étape de la Hofbrau Cup (contre-la-montre par équipes)
  - Grand Prix de la ville de Camaiore
  - 2e du Tour du Haut-Var
  - 3e du championnat d'Italie du contre-la-montre
- 1997
  - Tour de Langkawi :
    - Classement général
    - 6e étape

  - 2e du Tour du Latium
- 1998
  - 3e de Florence-Pistoia
- 1999
  - Tour de Toscane
  - 3e du Grand Prix de l'industrie et de l'artisanat de Larciano
- 2000
  - 1re étape de l'Uniqa Classic

## Résultats sur les grands tours

### Tour de France
1 participation
- 1997 : 120e

### Tour d'Italie
3 participations
- 1994 : 86e
- 1998 : hors délais (17e étape)
- 2001 : 109e